# 業平道
業平道（なりひらみち）とは、平安時代の貴族・歌人である在原業平が大和国と河内国を行き来した際に通ったとされる道筋の総称。
その道筋は下記のとおり諸説ある。

## 概要
在原業平とされる人物が自邸のある大和国（現在の天理市）から河内国（現在の八尾市）へ通っていた記述が『伊勢物語』やそれを基にした能・謡曲『井筒』、『大和物語』、『河内名所図会』、『河内鑑名所記』などに記され、所謂「業平の高安通い」伝説の根拠とされている。
伊勢物語において業平は高安郡にある玉祖神社参拝の折、神立村の福屋という茶店の娘・梅野に恋をして、八百夜も通いつめた。『井筒』では枚岡明神詣での途中で高安の女と出会うことになっている。
なお、その道筋については記述や解釈により大きくは二手に分かれている。

## 業平道とされる道筋

### 櫟本町（天理市）から龍田（斑鳩町）まで
天理市櫟本町から斑鳩町龍田までほぼ東西にまっすぐ通っていた。条里制に沿った直線で構成され、所謂横大路に沿っていたと考えられる。途中の斑鳩町の東部に高安と呼ばれる地名があり、この地に「業平の高安通い」伝説が伝わる。業平が河内国へ通った際の通り道だったため、村の美人たちは業平に連れて行かれないようにするため顔に鍋墨を塗ってわざと醜くしたという。のちに村人は業平のことを忘れないように地名を高安村と改めたという。 地区内の富雄川に架かる橋は業平にちなんで「業平橋」と名づけられた。
斑鳩町西部を流れる竜田川を題材とした歌を業平は残している。

### 龍田（斑鳩町）から高安（八尾市）まで
この間で2通りのルートが伝わっている。

#### 十三峠越え
いわゆる十三街道を通る道筋であり、そのまま目的地である神立茶屋辻（八尾市神立）にたどり着く。恋に冷めた業平が逃げ帰ったとされる道筋は十三峠越えの少し南のおうとう越である。玉祖神社には業平が娘を呼び出すために吹いた笛が伝わっている。

#### 大県郡経由
大県郡（太子道、竜田越奈良街道）を通り、大県郡太平寺から北上する。東高野街道よりは東の山側を通っていた。柏原市太平寺にある石神社のそば、太平寺会館横の道が業平道であるとされる。また、柏原市大県には業平の歌碑が建立されている。しかし柏原市北部から八尾市にかけての道筋はハッキリとは残っていない。